# Special Delivery 〜特別航空便〜
「Special Delivery 〜特別航空便〜」（スペシャル・デリバリー とくべつこうくうびん）は、竹内まりやの8枚目のシングル。1981年9月25日にRCA（現：ソニー・ミュージックレーベルズ）より発売された。

## 概要
5作目となるオリジナル・アルバム『PORTRAIT』からの先行シングル。タイトルの ″Special Delivery″ とは ″速達″ を意味する。
A面曲「Special Delivery」は本作が発売される前年、竹内が初めてニューヨークへ行った際にひらめいた曲で、アルバムの中の1曲として明るいシャッフルの曲を入れようと制作されたもの。遠距離恋愛が主題となっており、日本に暮らす恋人にニューヨークからエアメールを送るというシチュエーションで書かれている。曲の終盤で「サンタが街にやってくる」の1フレーズ ”Santa Claus is comin' to town…”と歌われているコーラスは山下達郎のアイデアによるもの。子供達が賑やかに歌っているように聞こえるコーラスは、竹内をはじめ、マネージャーやエンジニアなどその場に居合わせた大人達の声であるとのこと。また、竹内はこの曲について「クリスマスが近付いたニューヨークの街の光景を思い思いに想像しながら聴いて欲しい」とコメントしている。
B面曲「Crying All Night Long」は伊藤銀次が初めて竹内に提供した曲。ギター演奏は村松邦男、ドラム演奏は上原裕が担当しており、元シュガー・ベイブのメンバー3人が関わった1曲である。全編英語詞となっており、竹内自身が作詞を手掛けている。

## 収録曲
| #  | タイトル                            | 作詞・作曲 | 編曲     | 時間 |
| -- | ----------------------------------- | ---------- | -------- | ---- |
| 1. | 「Special Delivery 〜特別航空便〜」 | 竹内まりや | 山下達郎 | 3:21 |

| #  | タイトル                  | 作詞       | 作曲・編曲 | 時間 |
| -- | ------------------------- | ---------- | ---------- | ---- |
| 1. | 「Crying All Night Long」 | 竹内まりや | 伊藤銀次   | 3:45 |

## 参加ミュージシャン
Special Delivery 〜特別航空便〜
- Drums：青山純
- Bass：伊藤広規
- Guitar：山下達郎
- Keyboard：乾裕樹
- Percussion, Background Vocals：山下達郎
- ※使用曲「Santa Claus is comin' to town」 - J. Fred Coots, Haven Gillespie

Crying All Night Long
- Drums：上原裕
- Bass：伊藤広規
- Guitar：村松邦男
- Keyboard：西本明
- Duet Vocal：伊藤銀次

## 収録アルバム
Special Delivery 〜特別航空便〜
- Portrait
- RE-COLLECTION
- Morning Glory

Crying All Night Long
- Portrait
- RE-COLLECTION II

## 備考
AB面が反対で、「Crying All Night Long」がA面で、「Special Delivery 〜特別航空便〜」がB面のサンプル盤がある。ジャケット写真と商品コードは同じである。

## 参考資料
- 『PORTRAIT』（Ariola Japan）、2019年3月27日。BVCL-944。 - 40周年記念リマスター盤CD
- 『PORTRAIT』（RCA/RVC）、1981年10月21日。RHL-8515。 - LPレコード
- 竹内まりやからの「特別航空便」サンタクロースは山下達郎？  –  Re:minder